# エレナ・マイヤー
エレナ・マイヤー（Elana Meyer、1966年10月10日 - ）は南アフリカ共和国の陸上競技選手、専門は長距離走。1992年バルセロナオリンピック女子10000m銀メダリスト。女子ハーフマラソン元世界記録保持者。身長158cm、体重55kg。西ケープ州アルバーチニア出身。
1991年11月、ケープタウンの大会において15kmロードのアフリカ記録46分57秒を樹立。2008年にメスタウェット・トゥファが同タイムを記録し、2009年ティルネシュ・ディババが46分28秒の世界記録を樹立した際に更新された。
また1999年1月東京ハーフマラソンで樹立した1時間06分44秒のアフリカ記録また世界2位（当時）、のちに規定変更から世界最高記録・世界記録とされ、これを保持していた。世界記録は2007年10月ローナ・キプラガトが世界ロードランニング選手権で1時間06分25秒を記録し更新。アフリカ記録についてはメアリー・ケイタニー（ケニア）が2009年世界ハーフマラソン選手権で1時間06分36秒を記録し更新された。

## 主な成績
- 世界ハーフマラソン選手権 優勝 1994年
- ハーフマラソン年次別世界ランキング1位 1991年 1997年 1998年 1999年
- IAAFワールドカップ 女子10000m 優勝 1994年

## 参考資料・外部リンク
- エレナ・マイヤー - Olympedia（英語）
- 仙台国際ハーフマラソン - 招待選手の現在
- Official Elana Meyer website
- エレナ・マイヤー - ワールドアスレティックスのプロフィール（英語）
- Profile Elana Meyer at southafrica.info